# Friedrich von Hellwald

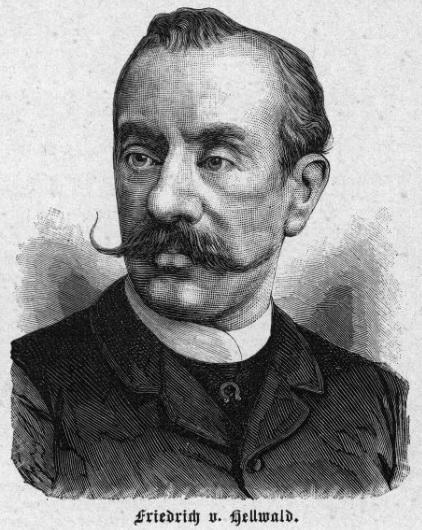
Friedrich von Hellwald

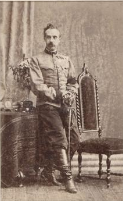
Friedrich von Hellwald

Friedrich Anton Heller von Hellwald (* 29. März 1842 in Padua; † 1. November 1892 in Cannstatt) war ein österreichischer Kulturhistoriker, Publizist und Redakteur.

## Leben und Werk
Friedrich von Hellwald war der Sohn des österreichischen Militärhistorikers Friedrich Jakob Heller; seine Mutter war Polin. Mit 16 Jahren (1858) trat er als Kadett ins Militär ein. Trotz der Aussicht auf eine Karriere quittierte er bereits 1864, um sich ganz seinen Studien widmen zu können.
Nachdem er am Preußisch-Österreichischen Krieg von 1866 teilgenommen hatte, war er als Sekretär des Österreichischen Alpenvereins tätig und erhielt in Wien zunächst eine Anstellung als Redakteur bei Streufflers Österreichischer militärischer Zeitschrift. Diese Tätigkeit endete zwar schon 1868, aber Hellwald veröffentlichte noch später im Literatur-Blatt (Anzeige von Neuerscheinungen) der Zeitschrift (1871). Zu diesem Zeitpunkt arbeitete er im Büro des österreichischen Kriegsministers Franz Kuhn von Kuhnenfeld.
Zum 1. Januar 1872 berief man Hellwald als Chefredakteur nach Stuttgart-Cannstatt in die Redaktion der von der renommierten Cotta’schen Verlagsbuchhandlung herausgegebenen Wochenzeitung Das Ausland. Nach seinem Weggang aus Wien blieb er der dortigen k.k. geographischen Gesellschaft verbunden und hielt dort weiterhin Vorträge; ab 1880 gab er auch Hölders Geografische Jugend- und Volksbibliothek heraus, die in Wien erschien. Außerdem publizierte er regelmäßig in österreichischen Zeitungen und Zeitschriften, insbesondere in der Wiener Zeitung und der Oesterreichischen Monatsschrift für den Orient. Allerdings brachten auch die Leipziger Zeitschrift Unsere Zeit und die Berliner Deutsche Rundschau regelmäßig Aufsätze Hellwalds.
In Stuttgart machte sich Hellwald als vehementer Vertreter der Evolutionstheorie von Charles Darwin bald unbeliebt und musste Ende 1881 sein Amt als Chefredakteur des Auslands niederlegen. Noch während seiner Zeit als Redakteur kam es am 31. August 1880 in Stuttgart zu einem kuriosen Vorfall, der in der deutschen Presse berichtet wurde. Der dänische Hypnotiseur Carl Hansen besuchte die Stadt und probierte seine Kunst an mehreren Personen aus, hatte aber nur mit Friedrich von Hellwald Erfolg.
Nach 1882 lebte Hellwald vor allem vom Verkauf seiner Bücher, und der Ethnologe Richard Andree bemerkte später, man müsse Hellwald vor negativen und einseitigen Urteilen in Schutz nehmen, weil er "auf den Ertrag seiner Feder angewiesen" war, und "da hat er manche Arbeit um des Brotes willen thun müssen, die er ohne solchen Zwang sicher unterlassen hätte."
Überregional wurde Friedrich von Hellwald, neben seinem Eintreten für Charles Darwin und dessen deutschen Anhänger Ernst Haeckel,  vor allem durch seine Länderbeschreibungen und seine Culturgeschichte (1875) bekannt. In seinen populärwissenschaftlichen Büchern vertrat er vehement die rassendarwinistische Richtung der Anthropologie, nach welcher es Völker gebe, die aussterben würden, zum Beispiel die amerikanischen Ureinwohner, die südafrikanischen Khoisan und die australischen Aborigines. Im Vergleich mit anderen Rassenideologen seiner Epoche nimmt er eine Extremposition ein, was der Beliebtheit und der Verbreitung seiner Bücher im deutschsprachigen Bildungsbürgertum allerdings keinen Abbruch getan zu haben scheint. Die Werke – vor allem die Culturgeschichte und Die Erde und ihre Völker – erreichten mehrere Auflagen in wenigen Jahren. In wissenschaftlichen Kreisen, besonders unter Universitäts-Geographen und Völkerkundlern, hat Hellwald keine ungeteilte Anerkennung erhalten. Viele seiner Ansichten waren umstritten, viele seiner Schriften muteten zu populärwissenschaftlich, impressionistisch oder oberflächlich an; allenfalls seine positive Rolle bei der Vermittlung von Wissen in die Gesellschaft wusste man allgemein zu würdigen. In einem Aufsatz über die Entwicklung der ethnographischen Forschung während der zweiten Hälfte des 19. Jahrhunderts, der 1898 in den Mittheilungen der k.k. geographischen Gesellschaft in Wien erschien, war über Hellwald nicht mehr zu lesen, als dass er "durch seine mehr populären [!] Werke viel für die Verbreitung ethnographischer Kenntnisse gethan" habe.
Bereits in den 1880er Jahren hatte Hellwald mit Krankheit zu kämpfen und musste Vorträge absagen. Sein ein Jahr jüngerer Bruder Ferdinand (1843–1884), Feuilletonist und zuletzt Sekretär des Malteser-Ordens in Rom, starb im Juni 1884 an einem Lungenleiden. Friedrich selbst lebte ab 1887 in Tölz. Dort starb er im Alter von nur 50 Jahren am 1. November 1892 an einem Rückenmarksleiden.

## Mitgliedschaften
- K. K. zoologisch botanische Gesellschaft (Wien)
- K. K. geographische Gesellschaft (Wien)
- Österreichischer Alpenverein (u. a. Schriftführer 1867–1868)
- Sociedad Mexicana de geografía y estadística (SMGE) (korrespondierendes Ehrenmitglied)

## Schriften

### Aufsätze
- 1869ː "Die Moor- und Waldbrände im nördlichen Europa". Inː Mittheilungen der k.k. geographischen Gesellschaft in Wien. Band XII (NF 2), Nr. 3 (1869), S. 182–184
- 1870ː "Rezension vonː Tunis. Ein Bild aus dem nordafricanischen Leben. Prag 1870", Inː Mittheilungen der k.k. geographischen Gesellschaft in Wien. Band XIII (NF 3) (1870), S. 271 f.
- 1871ː "Ueber Colonien und die niederländischen Colonien in Ostindien insbesondere". Inː Mittheilungen der k.k. geographischen Gesellschaft in Wien. Band XIV (NF 4) (1870), S. 113–131; 209–244
- 1871ː "Schweden's Heerwesen und Reformproject". Inː Streffleur's Österreichische Militärische Zeitschrift, Jg. 12, Band II (1871), S. 227–240; Band III (1871), S. 133–142
- 1873ː "Der Streit über die race prussienne. Ethnologische Studien über das nördliche Europa". Inː Das Ausland. , Nr. 5 (3. Februar 1875), S. 88–94; Nr. 6, 105–109; Nr. 8, S. 152–158
- 1873ː "Das Colonialsystem der Niederländer in Ostindien", Inː Das Ausland. Nr. 7 (17. Februar 1873), S. 124–129
- 1873ː "Unter den Singsu". Inː Wiener Abendpost. Beilage zur Wiener Zeitung. Nr. 167 (22. Juli 1873), S. 1333 f.
- 1873ː "Die neuesten Forschungen der Russen in der Mongolei". InːWiener Abendpost. Beilage zur Wiener Zeitung. Nr. 196 (26. August 1873), S. 1564–1566; Nr. 97, S. 1572 f.
- 1874ː "Die Polarforschung der Gegenwart". Inː Deutsche Rundschau, Band I (1874), S. 263–286
- 1875ː "Der internationale Congreß für geographische Wissenschaften in Paris". Inː Wiener Abendpost. Beilage zur Wiener Zeitung. Nr. 203 (4. September 1875), S. 4 f.
- 1875ː "Neue Schriften über die Türkei". Inː Deutsche Rundschau, Band V (1875), S. 310–314
- 1876ː "Das moderne Japan. III. IV.". Inː Unsere Zeit. Deutsche Revue der Gegenwart. NF 12. Jg. (Leipzig 1876), S. 96–114; S. 284–302
- 1876ː "Ein Blick auf Kaschmir". Inː Oesterreichische Monatsschrift für den Orient, Band I, Nr. 7 (15. Juli 1876), S. 100–103
- 1876ː "Eines Spaniers Studien über die geistige Bewegung in Deutschland". Inː Deutsche Rundschau, Band VI (1876), S. 135
- 1876ː "Neue Schriften zur Kunde von Afrika". Inː Deutsche Rundschau, Band VI (1876), S. 140–147
- 1876ː "Der Stand der jüngsten Ausgrabungen in Rom". Inː Deutsche Rundschau, Band VIII (1876), S. 357–374
- 1878ː "Ein Blick auf Ostturkestan". Inː Oesterreichische Monatsschrift für den Orient, Band IV, Nr. 10 (15. Oktober 1878), S. 85–90
- 1878ː "Die Afrikaforschung der Gegenwart". Inː Unsere Zeit. Deutsche Revue der Gegenwart. NF 14. Jg. (Leipzig 1878), S. 15–37; 269–295
- 1878ː "Variationen des Themasː „Die Wissenschaft und ihre Lehre ist freiǃ“". Inː Kosmos, 1. Jg. Band II (Leipzig 1878), S. 172–180 ThULB Jena
- 1880ː "Ethnographisches aus der Südsee". Inː Wiener Abendpost. Beilage zur Wiener Zeitung. Nr. 243 (21. Oktober 1880), S. 1 f.; Nr. 244, S. 2 f.
- 1881ː "Das Volk der Giljaken in Ost-Sibirien". Inː Oesterreichische Monatsschrift für den Orient, Band VII, Nr. 11 (15. November 1881), S. 171–173
- 1883ː "Zur Tonkin-Frage". Inː Oesterreichische Monatsschrift für den Orient, Band IX, Nr. 8 (15. August 1883), S. 133–139
- 1884ː "Der gegenwärtige Stand der Tonkinfrage". Inː Oesterreichische Monatsschrift für den Orient, Band X, Nr. 1 (15. Januar 1884), S. 11–18
- 1890ː "Die Alterthümer der Khmer in Kambodscha". Inː Oesterreichische Monatsschrift für den Orient, Band XVI, Nr. 8 (August 1890), S. 116–119
- 1891ː "Im Lande der Laoten"ː Inː Oesterreichische Monatsschrift für den Orient, Band XVII, Nr. 1 (Januar 1891), S. 33–36
- 1891ː "Land und Volk der Kurden"ː Inː Oesterreichische Monatsschrift für den Orient, Band XVII, Nr. 1 (Januar 1891), S. 119–122
- 1892ː "Dr. Höflers Forschungen über Volksmedizin und Aberglauben im Isarwinkel". Inː Globus, Band 61 (1892), S. 221–223 digi-hub Berlin

### Monografien
- 1866 Die americanische Völkerwanderung. Eine Studie. Wienː A. Holzhausen
- 1869ː Maximilian I. Kaiser von Mexico. Sein Leben, Wirken und sein Tod, mit einem Abriß der Geschichte des Kaiserreichs. 2 Teile. Wienː Wilhelm Braumüller (in der deutschsprachigen Presse schon als erhältlich angezeigt ab Oktober 1868)[7][8]
- 1871ː Sebastian Cabot. Vortrag, gehalten am 17. Mai 1870 in der k.k. geografischen Gesellschaft zu Wien. Berlinː C.G. Lüderitz
- 1872ː Ueber Colonien und über die holländischen Niederlassungen in Ostindien insbesondere. Ein Beitrag zur niederländischen Colonialfrage. Wienː L.W. Seidel – Amsterdamː Fred. Muller
- 1873ː Die Russen in Centralasien. Eine Studie über die neueste Geographie und Geschichte Centralasiens. Augsburg: A.F. Butsch
  - Englische Ausgabeː The Russians in Central Asia. A Critical Examination down to the Present Time of the Geography and History of Central Asia. Übers. von Theodore Wirgman. Londonː Henry S. King & Co. 1874
- 1875ː Centralasien. Landschaften und Völker in Kaschgar, Turkestan, Kaschmir und Tibet. Leipzig: Spamer, 1875. Zweite, vermehrte und verbesserte Ausgabe 1880. Digitalisat.
- 1875ː Culturgeschichte in ihrer natürlichen Entwicklung bis zur Gegenwart. Augsburg: Lampart & Comp.
  - Zweite neu bearbeitete und sehr vermehrte Auflage 1876 udT Culturgeschichte in ihrer natürlichen Entwicklung bis zur Gegenwart. 2 Bände. Augsburgː Lampart & Comp.
  - Vierte Auflage udT Kulturgeschichte in ihrer natürlichen Entwickelung bis zur Gegenwartː Leipzigː P. Friesenhain 1896
- 1876 Oscar Peschel. Sein Leben und Schaffen. Augsburgː Lampart & Comp. Zweite Ausgabe 1880 (Hellwald hielt am 23. Oktober 1875 die Gedenkrede auf einer Gedächtnisfeier für den zwei Monate verstorbenen Geographen Oscar Peschel)[9]
- 1876ː Die Erde und ihre Völker. Ein geographisches Hausbuch. Stuttgart: Francke 1876. Zweite, unveränderte Auflage 1878; vierte Aufl. 1893; dazu Übersetzungen in andere Sprachen.
- 1876ː Hinterindische Länder und Völker. Reisen in den Flußgebieten des Irawaddy und Mekong; in Annam, Kambodscha und Siam. Unter Benutzung der neuesten Quellen bearbeitet. Leipzigː O. Spamer. Zweite, vermehrte Auflage 1880.
- 1877ː Die Erde und ihre Völker. Ein geographisches Handbuch. 2 Bände. Stuttgartː W. Spemann
  - 1. Bandː Amerika – Der atlantische Ozean – Afrika
- 1877ː Die Türkei im Kampfe mit Russland, Augsburgː Lampart & Comp.
- 1878ː Die Umgestaltung des Orients als Culturfrage. Augsburgː Lampart & Comp.
- 1878 (zusammen mit Ludwig C. Beck)ː Die heutige Türkei (= Otto Spamer's Illustrirte Bibliothek der Länder und Völkerkunde zur Erweiterung der Kenntniß der Fremde). 2 Bände. Leipzigː O. Spamer. Zweite Auflage in 2 Bänden 1882.
  - 1. Bandː Bilder und Schilderungen aus allen Theilen des Osmanischen Reiches in Europa
  - 2. Bandː Das Osmanische Reich in Asien
  - 3. Band (geplant)ː Egypten und der Nordrand von Afrika (nicht erschienen)
- 1880ː Centralasien. Mittelasiatische Landschaften, Völker und Zustände. Leipzigː O. Spamer (= Das Neue Buch der Reisen und Entdeckungen. Otto Spamer's Illustrirte Bibliothek der Länder und Völkerkunde)
- 1880ː Der Vorgeschichtliche Mensch. Ursprung und Entwicklung des Menschengeschlechts. Zweite, völlig umgearbeitete Auflage Leipzigː O. Spamer
- 1881ː Im ewigen Eis. Geschichte der Nordpol-Fahrten von den ältesten Zeiten bis auf die Gegenwart. Mit zahlreichen Illustrationen und Karten. Stuttgartː J.G. Cotta
  - Schwedische Ausgabeː I höga Norden eller Nordpolforskningarna från äldsta till närvarande tider. Stockholmː P. Palmquist
- 1882 (?) (zusammen mit Richard Oberländer)ː Holland und Dänemark. Land und Leute mit besonderer Berücksichtigung von Sage und Geschichte, Literatur und Kunst. Leipzigː F. Hirt o. J. (= Nordland-Fahrten IV)
- 1882ː Naturgeschichte des Menschen. Illustriert von F. Keller-Leuzinger. Stuttgart: W. Spemann
  - 1. Bandː Australien – Die Völker Amerikas
  - 2. Bandː Afrika – Asien
- 1885 Amerika in Wort und Bild. Eine Schilderung der Vereinigten Staaten. Leipzigː Heinrich Schmidt & Carl Günther
- 1885ː Bibliographie méthodique de l'Ordre souv. de St.Jean de Jérusalem. Romː Imprimerie Polyglotte de la Propagande
- 1885–1887ː Die Weite Welt. Reisen und Forschungen in allen Teilen der Erde, ein geographisches Jahrbuch. Herausgegeben von Friedrich von Hellwald. Berlin und Stuttgart: Verlag von W. Spemann, 1885–1887
- 1887ː Frankreich. Das Land und seine Leute. Seine Geschichte, Geographie, Verwaltung, Handel, Industrie und Production. Leipzigː Heinrich Schmidt & Carl Günther
- 1888ː Haus und Hof in ihrer Entwickelung mit Bezug auf die Wohnsitten der Völker. Leipzigː Heinrich Schmidt & Carl Günther
- 1889ː Die menschliche Familie nach ihrer Entstehung und natürlichen Entwickelung. Leipzigː Ernst Günther
- 1890ː Die Welt der Slawen. Zweite Auflage. Berlinː Allgemeiner Verein für deutsche Litteratur

- 1891ː Ethnographische Rösselsprünge. Kultur- und volksgeschichtliche Bilder und Skizzen. Leipzigː Carl Reißner

### Einleitungen, Verschiedenes
- 1874ː Der vorgeschichtliche Mensch. Ursprung und Entwickelung des Menschengeschlechtes. Für Gebildete aller Stände. Begonnen von Wilhelm Baer. Nach dessen Tode unter Mitwirkung von Professor Dr. H. Schaaffhausen vollendet und herausgegeben von Friedrich von Hellwald. Leipzigː O. Spamer
- 1876ː John H. Beckerː Die Hundertjährige Republik. Sociale und politische Zustände in den Vereinigten Staaten Nordamerika's. Mit Einleitung von Friedrich von Hellwald. Augsburgː Lampart & Comp.
- 1878 Amand Frhr. v. Schweiger-Lerchenfeldː Armenien. Ein Bild seiner Natur und seiner Bewohner. Im Anhangeː Anatolische Fragmente. Mit einem Vorwort von Friedrich von Hellwald. Jenaː Hermann Costenoble
- 1881 J.C. Van den Bergː De Werelddellen berwerkt naar Friedrich von Hellwald's die Erde und ihre Völker. 2 Bände. Haarlemː J.M. Schalekamp
- 1888 M. Höflerː Volksmedizin und Aberglaube in Oberbayerns Gegenwart und Vergangenheit. Mit einem Vorwort von Friedrich von Hellwald. Münchenː Ernst Stahl
- 1901 Briefwechsel zwischen Ernst Haeckel und Friedrich von Hellwald, mit Vorwort von Ernst Haeckel. Ulmː H. Kerler